# 相川恵理
もしかして
- 相川恵里

ではありませんか？